# Balistique extérieure
La balistique extérieure est la branche de la balistique qui étudie le vol libre des projectiles sans propulsion interne. Le cas d'application le plus important est l'étude de la trajectoire des balles ou obus tirés par une arme à feu après qu'ils ont quitté le canon de l'arme.

## Mouvement; asymptote
Le cas d'un point matériel soumis à un champ de pesanteur uniforme tombant sans vitesse initiale est traité dans l'article Chute avec résistance de l'air. Il a fait apparaître la notion très importante de vitesse limite. De même dans le cas d'un projectile, il apparaît la notion d'asymptote de la trajectoire.
On considère ici le champ de pesanteur comme uniforme. Si la trajectoire du mobile dépasse 100 km, il faudra tenir compte des variations du champ.
Le vecteur vitesse sera repéré par son module {\displaystyle v} et son angle de hauteur {\displaystyle A} : les composantes cartésiennes sont donc
Les forces en présence sont : le poids et la résistance fluide de module {\displaystyle r(v)=mgf(v)}, de direction opposée à la vitesse.

### Hodographe
L'accélération montre que la courbe est concave vers le bas : donc, quand l'abscisse curviligne {\displaystyle s} augmente, l'angle de la vitesse avec l'horizontale, {\displaystyle A(t)}  diminue de sa valeur initiale {\displaystyle A_{0}} à - 90° : la fonction {\displaystyle t\mapsto -A(t)}, fonction croissante monotone, peut être avantageusement choisie comme échelle de temps:

#### Échelle des temps
Les équations de Frenet donnent :
- {\displaystyle {\frac {\mathrm {d} v}{\mathrm {d} t}}=-g\sin(A)-gf(v)}
- {\displaystyle {\frac {mv^{2}}{R}}=mg\cos(A)\quad {\text{soit}}\quad -v{\frac {\mathrm {d} A}{\mathrm {d} t}}=g\cos A}

d'où l'échelle de temps : {\displaystyle \mathrm {d} t=-{\frac {v(A)}{g\cos A}}\mathrm {d} A}
On en tirera 
- {\displaystyle dx=-{\frac {v^{2}(A)}{g}}dA}
- {\displaystyle dy=-{\frac {v^{2}(A).tan(A)}{g}}dA}

équations que l'on intègre pour avoir la trajectoire, en coordonnées paramétriques { x(A), y(A)}
On peut préférer d'opérer en coordonnées intrinsèques , (c'est-à-dire sans utiliser de repère cartésien) , auquel cas l'équation de la trajectoire est simplement donnée par la courbure 1/R en fonction de l'angle A, soit:
- {\displaystyle ds={\frac {v^{2}(A)}{g\cos(A)}}dA}

équation que l'on intègre , pour avoir la trajectoire dite intrinsèque , s(A).

#### Équation dite hodographe de la balistique
En éliminant {\displaystyle \mathrm {d} t}, on obtient l'équation (B) , dite Balistique:
équation du premier ordre, avec C.I. de Cauchy {\displaystyle (A_{0},V_{0})}.
En intégrant cette équation balistique (B), on obtient l'hodographe du mouvement :
{\displaystyle v=V(A)}, ce qui est l'hodographe en coordonnées polaires.
Quand {\displaystyle A} tend vers -90°, {\displaystyle v} tend vers une limite {\displaystyle V_{1}} telle que : 
On retrouve la notion de vitesse-limite de l'article chute avec résistance de l'air.

### La trajectoire
Pour obtenir la trajectoire, si l'équation précédente est résolue, c'est que l'on exprime {\displaystyle \mathrm {d} s/\mathrm {d} A} comme fonction de {\displaystyle A} : cela s'appelle l'équation intrinsèque de la trajectoire : il suffit de la tracer (en quelque sorte, pas après pas, comme si on allait sur une route).
Le reste s'exprime de la manière suivante :  
{\displaystyle {\begin{cases}-g\,\mathrm {d} x=v^{2}\,\mathrm {d} A\\-g\,\mathrm {d} y=v^{2}\,\tan(A)\,\mathrm {d} A\\-g\,\mathrm {d} t=v\,\sec(A)\,\mathrm {d} A\\-g\,\mathrm {d} s=v^{2}\,\sec(A)\,\mathrm {d} A\end{cases}}}
Tout s'exprime donc « à une quadrature près » si on sait résoudre l'équation de l'hodographe (Bernoulli, ~1695). 
Cette trajectoire, toujours concave, est dissymétrique par rapport à sa culmination (qui correspond à {\displaystyle A=0}), car l'équation (B)[réf. nécessaire] donne {\displaystyle v(A)>v(-A)} et {\displaystyle x(t)} représente l'aire balayée par l'hodographe (cf. vitesse aréolaire).

#### Asymptote de la trajectoire
L'immense différence avec le cas de Torricelli est que :
- la vitesse est bornée par {\displaystyle V_{1}} donc ne croît pas indéfiniment ;
- {\displaystyle x} est fonction croissante du temps mais majorée par {\displaystyle {\tfrac {V_{1}^{2}}{g}}{\tfrac {\pi }{2}}}, donc bornée : la portée est finie, quelle que soit la « hauteur de la citadelle » : c'est bien ce qu'affirmaient les artilleurs, la trajectoire parabolique de Torricelli n'étant solution valable que dans le cas irréaliste où l'on néglige la résistance de l'air.

#### Portée de la trajectoire
L'autre problème important de la balistique est : la portée, et le délai de l'impact. Là, la situation est différente selon la loi {\displaystyle f(v)} choisie. On distinguera le cas {\displaystyle -kv} (dit linéaire) et le cas {\displaystyle -kv^{2}} (dit quadratique, plus réaliste), tous deux intégrables.

### Cas intégrables
L'équation (B)[réf. nécessaire] de l'hodographe est donc l'équation fondamentale de la Balistique.
- Le cas le plus facile d'intégrabilité est donné par Lagrange :{\displaystyle f(v)=kv^{n}=(v/V_{1})^{n}} . L'équation (B)[réf. nécessaire] est alors une équation de Bernoulli, et s'intègre comme telle (on obtient une équation différentielle linéaire, du premier ordre).
- Drach (CRAS 1914) donne les différentes formes de {\displaystyle f(V)} pour lesquelles l'intégration est possible, y compris via les fonctions elliptiques.
- En pratique, les artilleurs préfèrent une intégration numérique de (B)[réf. nécessaire], compte tenu de la formule empirique de {\displaystyle f(V)} déterminée en soufflerie ; il faut en effet tenir compte de la variation de la densité de l'air avec l'altitude, donc en réalité {\displaystyle f(V)\mathrm {d} (z)}, ce qui est plus difficile à résoudre.

Enfin, pour les tirs assez lointains, il ne faut pas oublier la déviation de Coriolis (cf la Grosse Bertha).

## Le cas linéaire
Ce cas est irréaliste, il est étudié principalement pour la facilité de sa résolution. Il donne, par le tracé des trajectoires, une certaine intuition du mouvement, considéré par beaucoup comme fausse.
L'équation différentielle est : 
{\displaystyle {\frac {\mathrm {d} {\vec {v}}}{\mathrm {d} t}}={\vec {g}}-{\vec {v}}/{\tau }}
L'hodographe est donc la droite :
{\displaystyle {\vec {v}}={\vec {g}}\tau +({\vec {v_{0}}}-{\vec {g}}\tau )e^{-{\frac {t}{\tau }}}}
la trajectoire du projectile P est :
{\displaystyle {\overrightarrow {\rm {OP}}}={\vec {g}}\tau t+({\vec {v_{0}}}\tau -{\vec {g}}\tau ^{2})(1-e^{-{\frac {t}{\tau }}})}
La trajectoire est dissymétrique par rapport à son point de culmination : pour la même altitude positive, il y a deux racines dont la demi somme décroît régulièrement, et les angles {\displaystyle A_{1}} et {\displaystyle A_{2}} ont une somme négative.
Remarques annexes : 
- Pour {\displaystyle t<\tau }, on retrouve la trajectoire parabolique + termes perturbatifs : {\displaystyle {\overrightarrow {\rm {OP}}}={\vec {v_{0}}}t+{\frac {1}{2}}{\vec {g}}t^{2}-\left[{\frac {{\vec {v_{0}}}t^{2}}{2\tau }}+{\frac {{\vec {g}}t^{3}}{6\tau ^{2}}}\right]+\ldots }.
- L'hodographe peut se retrouver en coordonnées polaires via l'équation balistique : l'équation est 2-Bernoulli, on prend donc {\displaystyle T(A)=g\tau /v} comme fonction inconnue et l'équation se simplifie : {\displaystyle -\mathrm {d} T/\mathrm {d} A=T\tan(A)+1/\cos(A)}, équation différentielle linéaire dont la solution est : {\displaystyle T(A)={\frac {g\tau }{v}}=\sin(A)+\cos(A){\frac {{\frac {gt}{V_{0}}}-\sin(A_{0})}{\cos(A_{0})}}}L'hodographe est bien un segment de droite.

## Le cas quadratique
La résistance de l’air est fonction de {\displaystyle v^{2}}. Ce cas est jugé plus réaliste.
Toutes les trajectoires s'expriment à l'aide du seul paramètre 
L'hodographe se calcule, mais sans propriété simple, à part sa non-symétrie. En pratique, on recourt à des abaques.
Une expression empirique utilisée pour la portée est  : 
avec résidu(k) < 0.0025.

## Cas des balles en rotation
Quand une balle est en rotation, liftée ou coupée, c’est-à-dire d'axe de rotation horizontal, perpendiculaire à {\displaystyle V_{0}}, alors la traînée et la portance restent dans le plan vertical {\displaystyle (g,V_{0})}: la trajectoire reste plane. Si la balle est brossée vers le bas (rotation sens direct), la balle sera aspirée vers le haut, et si la rotation est très vive, la trajectoire peut même passer derrière le lanceur (expérience de Heim) ou présenter des boucles ! Si la balle est brossée vers le haut, la balle sera par le même effet Magnus aspirée vers le bas  : en fait, il suffit de rajouter une force en {\displaystyle \scriptstyle +{\vec {\omega }}\wedge {\vec {V}}}. Ces effets sont utilisés au ping-pong, au tennis, au football, au golf… Dans le cas des balles de golf, les trous « slazenger » ont même été brevetés, car ils modifient le décollement de la couche limite, donc la portance.
Évidemment, sinon, la trajectoire n'est plus plane : le coup franc « Platini » au football le démontre. Mais alors, tout devient beaucoup plus compliqué. Il est inutile de vouloir réduire le problème à celui d'un point + une force modélisée. Le problème devient un vrai problème de vol, d'aérodynamique : par exemple le service flotteur au volley-ball est assez surprenant. Mais aussi les lancers de poids, de marteau sont à distinguer ; il a fallu réglementer pour obtenir des résultats comparables. 
Si l'objet perd sa forme sphérique (ballon de rugby, frisbee, disque, javelot), alors le problème est encore plus compliqué. Et dans le cas des balles, obus, flèches, etc, ces problèmes sont exacerbés. Il y aura couplage entre le mouvement autour du centre de gravité et le mouvement du centre de gravité via le torseur des forces aérodynamiques ; le cas du boomerang montre que cela peut être complexe, même dans le cas d'un objet solide. Si l'objet ne l'est pas (badminton, flèches et même les balles si on tient compte de leurs modes de vibration), c'est encore plus complexe.
Souvent, il a fallu reconsidérer l'analyse du mouvement dès que la photographie, en particulier grande vitesse, a mis en évidence le caractère non ponctuel du mobile (voir allée de tourbillons de Karman) ; la simple loi de force {\displaystyle f(v)} croissante qui sous-tendait tout l'article doit être re-visitée ; en aérodynamique, il convient de rester prudent avec les modèles, et ne pas extrapoler à outrance.

## Histoire des sciences
Depuis le temps des frondes, flèches, arbalètes, catapultes, onagres, ballistes, pierrières, trébuchets, scorpions, puis arquebuses, mousquets, canons (Chute de Byzance,1453), la balistique extérieure a suscité de nombreuses recherches.
L'artillerie développe énormément la recherche. En Europe de 1500 à 1638, un effort prodigieux est mené, pour performer l'enseignement d'Aristote. Tartaglia propose une solution, fausse mais proche de la réalité avec la notion d'asymptote. 
- Ce sont Galilée et Torricelli qui mettent définitivement en forme le mouvement de chute libre avec lancer, au grand dam des artilleurs : Torricelli a historiquement complètement traité ce problème dans le vide (cf : parabole de sûreté). Mais il savait fort bien que sa description ne s'accordait pas à celle des artificiers (à cause de la résistance de l'air).
- Il faut attendre Newton pour voir le réel développement de la théorie ; puis Bernoulli pour mettre en forme ce qui sera nommé la balistique extérieure. En particulier pour invalider cette hérésie du calcul de Torricelli qui donnait une portée infinie pour un angle A = -90°.
- Leonhard Euler a analysé le cas d'une résistance de l'air proportionnelle au carré de la vitesse et a pu l'intégrer  par quadrature. Jean Le Rond d'Alembert a établi que dans le cas d'une résistance de l'air de la forme {\displaystyle b_{0}+b_{n}v^{n}} (où {\displaystyle n} est un nombre quelconque) ou {\displaystyle b_{0}+logv} l'équation balistique restait intégrable par des quadratures. Dans le cas d'une résistance de l'air de la forme {\displaystyle b_{3}v^{3}}, Alfred George Greenhill a obtenu une solution en termes de fonctions elliptiques de Jacobi. En 1840, les travaux de la commission de Metz (généraux Isidore Didion, Arthur Morin et Guillaume Piobert) ont montré que pour les vitesses des boulets sphériques de l'époque, la forme correcte de la résistance de l'air était {\displaystyle b_{2}v^{2}+b_{3}v^{3}}. Pour cette forme, des méthodes d'intégration approchées sont nécessaires. Jean-Charles Borda a développé des approximations pour le tir de plein fouet.
- Néanmoins, l'effort le plus grand aura été opéré par Galilée : cette idée osée d'imaginer la trajectoire dans un fluide évanescent ; d'analyser l'impetus de départ ; de voir qu'il ne s'épuisait jamais mais qu'au contraire la chute libre était la composition des mouvements {\displaystyle V_{0}t} et {\displaystyle gt^{2}/2}, que le {\displaystyle V_{0}} de départ pouvait être compté « comme rien », etc., efforts amplement racontés dans les Dialogues de 1632 et les Discours de 1638.